# José Fernando Ferreira
José Fernando Ferreira Santana, também conhecido como Balotelli (Pesqueira, 27 de março de 1999), é um atleta olímpico brasileiro.

## Carreira
Ele conquistou a medalha de ouro no decatlo no Campeonato Sul-Americano de 2023 em São Paulo. Ele competiu no Campeonato Mundial de Atletismo de 2023 em Budapeste no decatlo. Ele ganhou a medalha de prata no decatlo no Jogos Pan-Americanos de 2023 em Santiago.
Ele conquistou a medalha de ouro no heptatlo no Campeonato Sul-Americano de Atletismo em Pista Coberta de 2024 na Bolívia.
Ele se classificou para as Olimpíadas de Paris de 2024. Ele usou financiamento coletivo para arrecadar fundos para equipamentos extras para os jogos e ajudá-lo a competir nas dez provas do decatlo. Ele terminou em décimo quarto lugar na classificação geral, estabelecendo uma nova melhor marca pessoal.
Ele terminou em sexto lugar geral no heptatlo no Campeonato Mundial de Atletismo em Pista Coberta de 2025 em Nanquim, na China, com uma pontuação de 6010 pontos, estabelecendo o novo recorde brasileiro e sul-americano da modalidade.

## Vida pessoal
José Fernando é terceiro-sargento do Exército. Ele é casado com Kathelyn Naiara, atleta do salto triplo, com que tem um filho chamado Zuri.